# Vârful Picuiata, Munții Făgăraș
Vârful Picuiata se află în Munții Făgăraș și are o înălțime de 2.439 m. Se află la mică distanță față de vârful Moldoveanu, înspre sud, pe muntele Picuiata. Accesul pe vârf se poate face atât dinspre nord dinspre vârful Moldoveanu trecând peste vârfurile Roșu și Galbena, fie dinspre Sud pe muntele Picuiata.